# Tisserin masqué
Ploceus heuglini
Espèce
Statut de conservation UICN

 LC  : Préoccupation mineure
Statut CITES
Le Tisserin masqué (Ploceus heuglini) est une espèce de passereaux appartenant à la famille des Ploceidae.

## Description brève
Le tisserin masqué, est proche de 15 centimètres de long, avec l’œil bien jaune. Le mâle en plumage de noces porte un masque noir qui descend sur le haut du poitrail, a un dessous et le haut de la tête jaune orangé, et un dos verdâtre non homogène. La femelle et le mâle hors période nuptiale sont plus ternes, de couleur olive brunâtre sur le dos, un peu barrée de noir, au ventre assez clair à jaune, et sans masque.

## Répartition et habitat
Le tisserin masqué est une espèce de divers types d'habitats forestiers (sèche, humide, agricole, ...), de savane, ou des zones anthropisées. Elle est répartie en Afrique de l'Ouest, essentiellement depuis la Guinée Conakry jusqu'au Cameroun en passant par les pays côtiers du Golfe de Guinée.

## Liste des références utilisées
1. 1 2 3  Ron Demey et Benoît. Paepegaey, Oiseaux de l'Afrique de l'Ouest (ISBN 978-2-603-02396-9 et 2-603-02396-9, OCLC 944442325, lire en ligne)
2. ↑  « Tisserin masqué Ploceus heuglini - Heuglin's Masked Weaver », sur oiseaux.net (consulté le 2021).